# Самборський Володимир

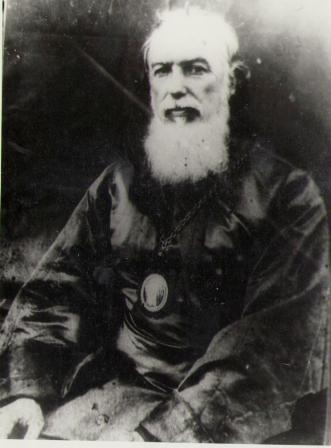
Архієпископ Володимир Самборовський

Володимир Самборський (24 грудня 1882 — 16 жовтня 1937, Биківнянський ліс) — церковний діяч, архієпископ Української Автокефальної Православної Церкви.

## Біографія
Володимир Самборський народився 24 грудня 1882 року в сім'ї псаломщика у Києві. 1896 року закінчив Київську духовну школу.
1902 року закінчив Київську духовну семінарію і був висвячений у Києво-Михайлівському монастирі владикою Агапітом — єпископом Уманським вікарієм Київської митрополії на священика.
Служив на парафіях у Таращанському і Білоцерківському повітах.
У серпні 1921 року українізував парафію у селі Гребінки. За ревне служіння церкві його було підвищено на протоієрея у місцевому Свято-Покровському храмі. Був активними прихильником УАПЦ.
18 лютого 1923 року — хіротонізовано у Софійському кафедральному соборі на єпископа Липовецького, архієпископом Нестором Шараївським та єпископом Петром Тарновським.
З 2 липня 1925 року до кінця 1926 року перебуває на Житомирській кафедрі будучи настоятелем собору Різдва Богородиці у Житомирі, виконуючи обов'язки округового єпископа. У вересні 1926 року під тиском місцевої влади був змушений залишити Житомир і переїхати у Глухів ставши єпископом Глухівським та Конотопським. Зазнав постійних утисків з боку органів радянської влади та органів НКВД за відстоювання інтересів Української церкви.
1929 року заарештований, деякий час перебував у в'язниці. Після ліквідації Української Автокефальної Православної Цервки продовжував служіння, обслуговував Вінницьку єпархію.
У 1930 році почав відновлювати УАПЦ, але без назви автокефалія, організовуючи клопотання про відкриття нових храмів, на той час ще залишилося вірні Українській Автокефальній Православній Церкві ще близько 300 парафій.
1935 року владика Володимир повертається до Києва, зазнає утисків з боку радянської влади, через що змушений оселитися у Білій Церкві. Збирає підписи на відкриття нових парафій, здійснює таємні відправи.
У січні 1937 року звертається до ВУЦВК з проханням дозволити йому взяти на себе організацію Української православної церкви. У червні цього ж року його як архієпископа Київського, останнього очільника УАПЦ було заарештовано і ув'язнено.
16 жовтня 1937 року розстріляний працівниками НКВС у Биківнянському лісі.